# 2932 Кемпчински
2932 Кемпчински (енгл. 2932 Kempchinsky) је астероид чија средња удаљеност од Сунца износи 3,620 астрономских јединица (АЈ).
Апсолутна магнитуда астероида је 11,6.